# Sundströmstjärnen, Ångermanland
Sundströmstjärnen är en sjö i Nordmalings kommun i Ångermanland och ingår i Hörnåns huvudavrinningsområde. Sjön har en area på 0,0186 kvadratkilometer och ligger 184 meter över havet. Sjön avvattnas av vattendraget Lillbäcken. Vid provfiske har abborre, ruda och öring fångats i sjön.

## Delavrinningsområde
Sundströmstjärnen ingår i det delavrinningsområde (708336-168672) som SMHI kallar för Utloppet av Sundströmstjärnen. Medelhöjden är 204 meter över havet och ytan är 0,38 kvadratkilometer. Det finns ett avrinningsområde uppströms, och räknas det in blir den ackumulerade arean 1,1 kvadratkilometer. Lillbäcken som avvattnar avrinningsområdet har biflödesordning 2, vilket innebär att vattnet flödar genom totalt 2 vattendrag innan det når havet efter 35 kilometer. Avrinningsområdet består mestadels av skog (100 procent).